# Kožušany-Tážaly
Kožušany-Tážaly – miejscowość i gmina (obec) w Czechach, w kraju ołomunieckim, w powiecie Ołomuniec. W 2022 roku liczyła 875 mieszkańców.
Pierwsza wzmianka o miejscowości pochodzi z 1078 roku.

## Zabytki
- kaplica św. Anny
- posąg św. Józefa
- posąg św. Norberta
- pomnik ofiar II wojny światowej[potrzebny przypis]

## Części gminy
- Kožušany
- Tážaly[potrzebny przypis]